# Bethlehem (Carolina del Nord)
Bethlehem és una concentració de població designada pel cens dels Estats Units a l'estat de Carolina del Nord. Segons el cens del 2000 tenia 3.713 habitants.

## Demografia
Segons el cens del 2000, Bethlehem tenia 3.713 habitants, 1.454 habitatges i 1.142 famílies. La densitat de població era de 188,9 habitants per km².
Dels 1.454 habitatges en un 31,9% hi vivien nens de menys de 18 anys, en un 69,1% hi vivien parelles casades, en un 6,7% dones solteres, i en un 21,4% no eren unitats familiars. En el 18% dels habitatges hi vivien persones soles el 5,8% de les quals corresponia a persones de 65 anys o més que vivien soles. El nombre mitjà de persones vivint en cada habitatge era de 2,55 i el nombre mitjà de persones que vivien en cada família era de 2,88.
Per edats la població es repartia de la següent manera: un 23,4% tenia menys de 18 anys, un 6,5% entre 18 i 24, un 30,4% entre 25 i 44, un 29,4% de 45 a 60 i un 10,3% 65 anys o més.
L'edat mediana era de 39 anys. Per cada 100 dones de 18 o més anys hi havia 97,2 homes.
La renda mediana per habitatge era de 52.443 $ i la renda mediana per família de 56.776 $. Els homes tenien una renda mediana de 34.023 $ mentre que les dones 26.944 $. La renda per capita de la població era de 28.537 $. Entorn del 4% de les famílies i el 5% de la població estaven per davall del llindar de pobresa.

## Poblacions més properes
El següent diagrama mostra les poblacions més properes.